# Bašť
Bašť (deutsch Groß Bascht) ist eine Gemeinde in Tschechien. Sie liegt sieben Kilometer nördlich von Prag im Okres Praha-východ (Tschechien).

## Geographie
Es handelt sich vornehmlich um eine Gemeinde mit landwirtschaftlichem Charakter und 590 Hektar Ackerboden, wobei der größte Teil der Bevölkerung in der Hauptstadt beschäftigt ist. Der Ort ist Mitglied der Mikroregion Povodí Mratínského potoka.

## Gemeindegliederung
Für die Gemeinde Bašť sind keine Ortsteile ausgewiesen. Zu Bašť gehört die Ortslage Baštěk (Klein Bascht).

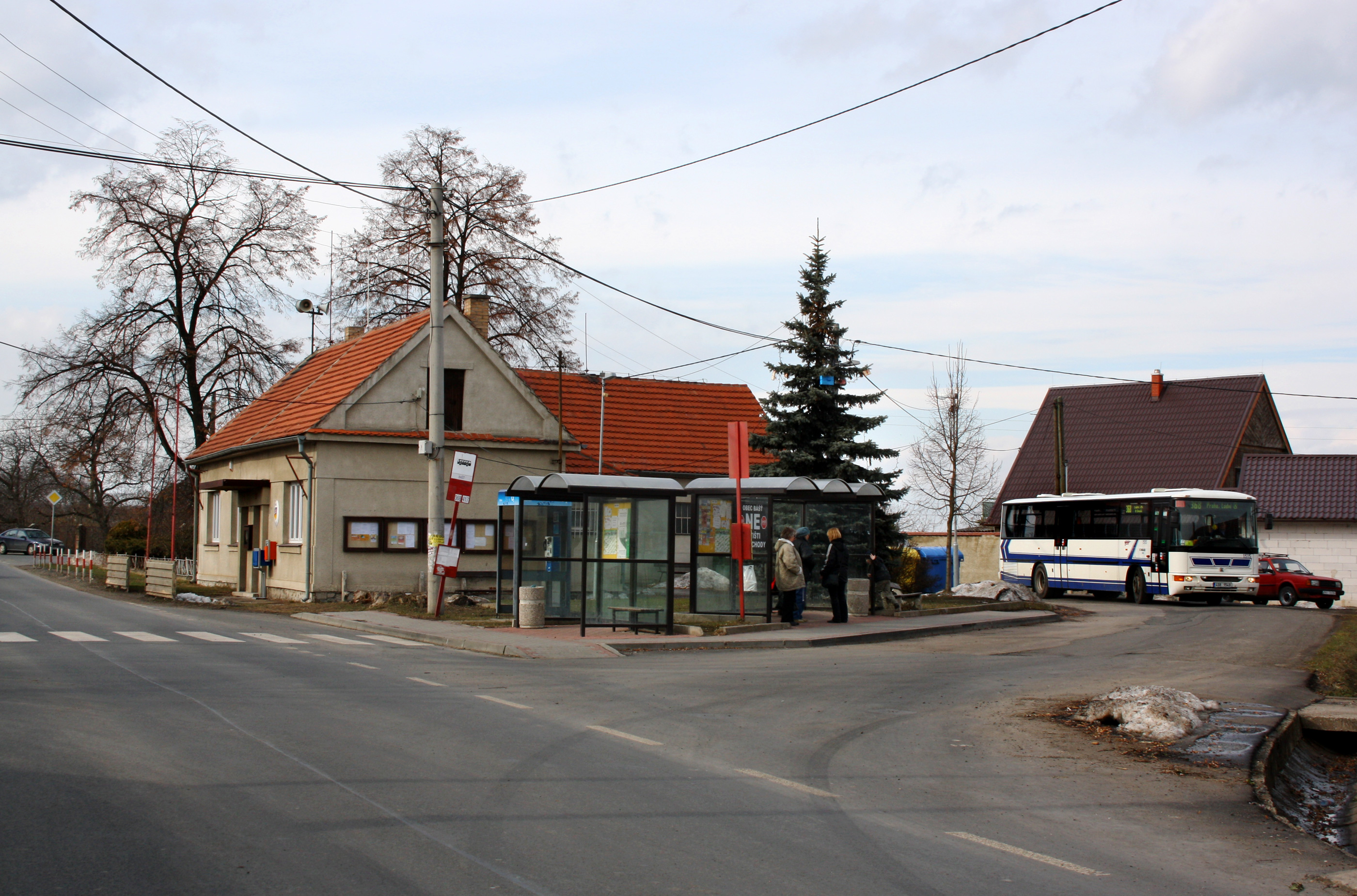
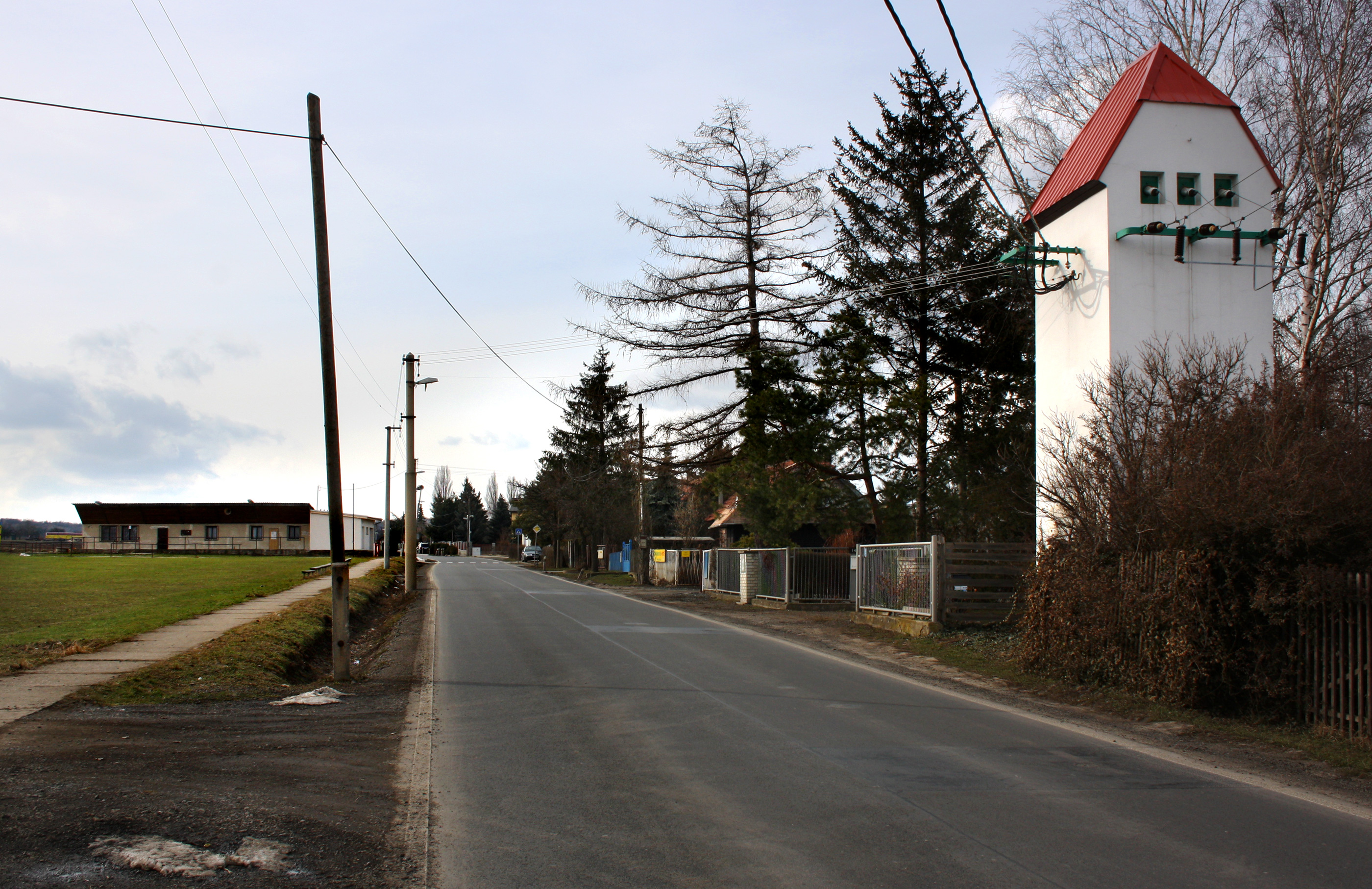